# Chersotis pallida
Chersotis pallida är en fjärilsart som beskrevs av Hoffmann 1915. Chersotis pallida ingår i släktet Chersotis och familjen nattflyn. Inga underarter finns listade i Catalogue of Life.